# Cuckoo (Lissie)
Cuckoo è un brano musicale della cantante statunitense Lissie, pubblicato il 30 agosto 2010 dall'etichetta discografica Columbia Records. È stato estratto come terzo singolo dall'album di debutto dell'artista, Catching a Tiger, che è stato pubblicato a giugno, due mesi prima.
Contemporaneamente a Cuckoo, la cover di Bad Romance (originariamente cantata da Lady Gaga) contenuta tra le tracce dell'EP che include il singolo è entrata nella classifica britannica alla posizione numero 186.

## Tracce
Download digitale
1. Cuckoo - 3:36
2. Bad Romance - 5:38
3. It's Not Me - 4:01

## Classifiche
| Classifica (2010) | Posizione massima |
| ----------------- | ----------------- |
| Belgio (Fiandre)  | 83                |
| Regno Unito       | 81                |